# Parafia św. Stanisława Biskupa Męczennika w Brzeźnicy
Parafia św. Stanisława Biskupa Męczennika w Brzeźnicy – parafia rzymskokatolicka w Brzeźnicy w dekanacie Bochnia-Wschód w diecezji tarnowskiej.
W skład terytorium parafii wchodzą miejscowości Brzeźnica i Łazy.

## Historia
Parafia fundacji Gryfitów powstała prawdopodobnie w XI wieku. Pierwsza wzmianka o parafii pochodzi z 1238 roku. Parafię wraz z kościołem pod wezwaniem św. Piotra Apostoła wymieniają liczne dokumenty z okresu od XIII do XV wieku. 29 grudnia 1539 biskup krakowski Piotr Gamrat zniósł parafię i jako „wikarię wieczystą” przyłączył ją do prepozytury w Wiśniczu Starym. Parafię wznowił biskup – nominat tarnowski Jan Duwall około 1783 roku.
Świątynią parafialną jest drewniany, barokowy kościół pw. Stanisława Biskupa i Męczennika z I poł. XVII wieku. Na terenie parafii istnieje też murowana kaplica św. Stanisława wybudowana w 1867 r. z kamienną figurą św. Stanisława Biskupa pochodzącą z roku 1777. 
W latach 1998-2025 proboszczem parafii był ks. mgr Józef Hołyst. Od 2025 proboszczem parafii jest ks. Tomasz Jamróz. 